# Lögarängsbadet
Nya Lögarängsbadet är ett kombinerat inom- och utomhusbad i Västerås, som invigdes den 8 juni 2019, och ersatte därmed det intill liggande gamla Lögarängsbadet som invigdes 1967. Efter invigningen av det nya badet, stängdes det gamla badet och rivningen av detta påbörjades omgående. 

## Anläggningen

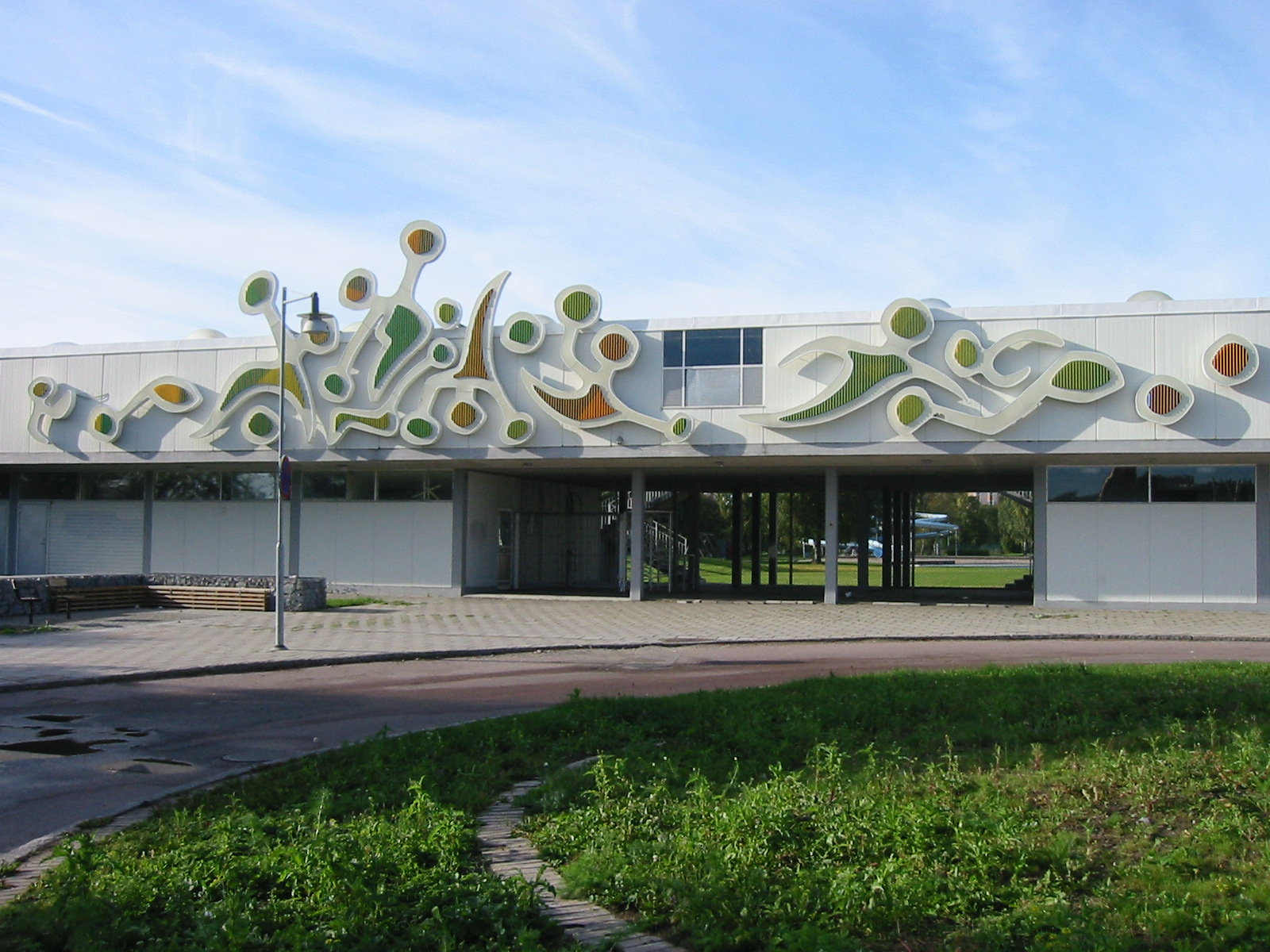
Entrén till utomhusdelen på gamla Lögarängsbadet

Inomhus finns en 50 meters simbassäng, en bassäng för simhopp, en barnbassäng och ett mindre äventyrsbad för yngre barn. Dessutom finns gym och cafeteria. Utomhusdelen till det nya badet kommer invigas sommaren 2020.  